# كبلر-15b

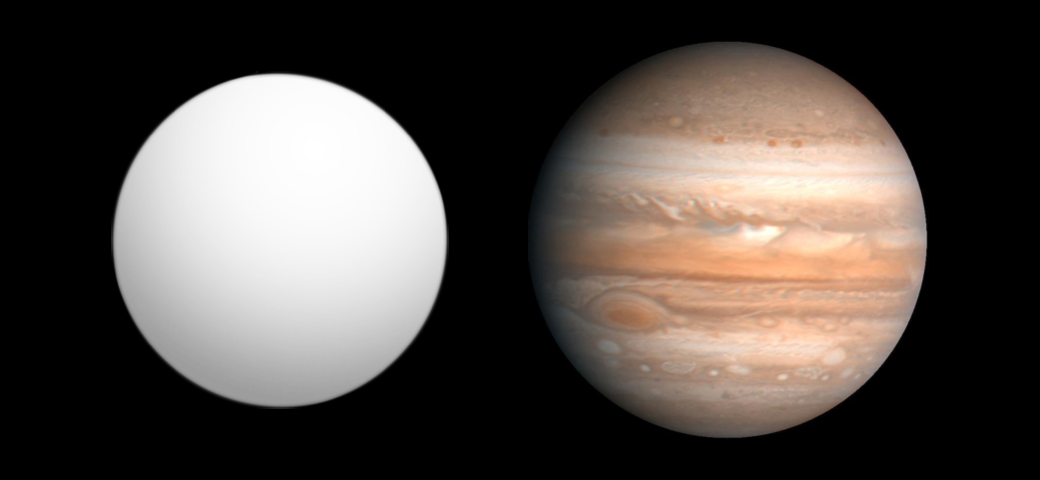

كيبلر-15ب (بالإنجليزية: Kepler-15b)‏ هو كوكب اكتشف بواسطة مسبار كيبلر الفضائي. ويعد الكوكب مشتري حار، فتبلغ كتلته 0.66 +0.08/-0.09 كتلة مشتري ونصف قطره 0.96 +0.06/-0.07 نصف قطر مشتري، بينما يتم دورته حول نجمه كيبلر 15 كل 4.94 يوم.